# مايك جاكسون (لاعب كرة سلة)
مايك جاكسون (بالإنجليزية: Mike Jackson)‏ (31 يوليو 1949 بواشنطن العاصمة في الولايات المتحدة - ) هو لاعب كرة سلة أمريكي في مركز هجوم قوي الجسم. لعب مع يوتاه ستارز.

## وصلات خارجية
- مايك جاكسون على موقع سبورتس رفرنس (الإنجليزية)
- مايك جاكسون على موقع كلية كرة السلة في سبورتس رفرنس.كوم (الإنجليزية)
- مايك جاكسون على موقع ريلجم (الإنجليزية)
- مايك جاكسون على موقع بروبوليرز (الإنجليزية)